# Zgornje Tinsko
Zgornje Tinsko je naselje u slovenskoj Općini Šmarje pri Jelšahu. Zgornje Tinsko se nalazi u pokrajini Štajerskoj i statističkoj regiji Savinjskoj. 

## Stanovništvo
Prema popisu stanovništva iz 2002. godine naselje je imalo 140 stanovnika.